# Bugs la mitraille
Pour plus de détails, voir Fiche technique et Distribution.
Bugs la mitraille, ou Le lapin et les gangsters (Racketeer Rabbit), est un court-métrage d'animation américain de la série Looney Tunes réalisé par Friz Freleng mettant en scène Bugs Bunny, sorti en 1946.

## Fiche technique
- Titre original : Racketeer Rabbit
- Réalisation : Friz Freleng
- Scénario : Michael Maltese
- Musique : Carl W. Stalling
- Production : Edward Selzer (non crédité)
- Sociétés de production et de distribution : Warner Bros. Pictures
- Genre : comédie
- Langue : anglais
- Durée : 8 minutes
- Format : Couleur - Son : Mono - 1,37:1
- Date de sortie : 
  - États-Unis : 14 septembre 1946

## Distribution

### Version originale
- Mel Blanc : Bugs Bunny
- Dick Nelson : Gangster

### Version française
- Gérard Surugue : Bugs Bunny
- Jean-Claude Donda : Rocky et Hugo
- Michel Vigné : Bugs Bunny se faisant passer pour un policier
- Patricia Legrand : Bugs Bunny se faisant passer pour un petit garçon